# V.I.P.-HOT R&B/HIP HOP TRAX-BEST MIX
『V.I.P.-HOT R&B/HIP HOP TRAX-BEST MIX』は、2008年12月26日に発売されたのコンピレーション・アルバム。V.I.P.シリーズのベスト盤である。

## 収録曲

### Disc 1
1. ファースト・ラブ
2. バーニン・バーニン
3. アフリカ
4. デュード
5. ラヴ・ウィズ・DJ
6. マスト・ビー・ラヴ
7. タマーリ (リミックス feat.ファット・ジョー&ファットマン・スクープ)
8. シー・ウォンツ・トゥ・ムーヴ (ネイティブ・タン・リミックス feat.コモン、モス・デフ、デ・ラ・ソウル・アンド・Q-TIP)
9. デンジャラス
10. キラ★キラ★トゥナイト
11. ミルクシェイク
12. ジンギー
13. ガールファイト
14. ゴッタ・ゲッチャ
15. ディス・イズ・ワイ・アイム・ホット
16. ライディン・リムズ
17. ミス・ニュー・ブーティー
18. ライト・サー
19. アイ・キャン
20. プラチナム・イン・ダ・ゲットー (feat.ビリー・クック)
21. ホワイ・ユー・ワナ
22. ギャングスタ・ネイション
23. ビッチ・プリーズ
24. ユー・キャン・ドゥ・イット
25. アイ・ラヴ・カリ

### Disc 2
1. ビコーズ・オブ・ユー
2. エンジェル
3. ベッド (ハジ&エマニュエル・ミックス)
4. オールウェイズ
5. ロック・ステディ
6. イッツ・オール・グレイヴィー
7. モア・トゥ・ライフ (ラフ・ライダーズ・リミックス feat.ジン)
8. サレンダー
9. レット・ゴー (ロック・ソウル・リミックス)
10. ユー・アー・ザ・ユニバース
11. パワー・オブ・ア・ウーマン
12. ドント・メス・ウィズ・マイ・マン
13. ファンキー・ラヴ
14. フレイヴァー・オブ・ザ・オールド・スクール
15. ワン・ラヴ (オクターヴ・リミックス)
16. アイム・ノット・ドリーミング (N43°Remix)
17. スムース・セイリン
18. スマイル
19. U・リマインド・ミー
20. レディ (CJマッキントッシュ・リミックス)
21. ガールフレンド
22. ウィ・ライド
23. トーン
24. アゲイン
25. ユー・ドント・ノウ・マイ・ネーム